# Maria Marcus
Maria Marcus (født 27. marts 1926 i Hamborg, død 22. januar 2017) var en tyskfødt dansk forfatter, terapeut, foredragsholder, m.v.

## Barndom
Maria Marcus blev født i Hamborg i Tyskland, hvor faderen var dommer. Hun flyttede med familien til København som syvårig. Under krigen måtte familien flygte til Sverige, hvor hun boede i Stockholm. Efter krigen flyttede hun tilbage til Danmark, hvor hun læste litteraturhistorie på Københavns Universitet.

## Karriere
I perioden 1953-62 arbejdede hun som kunstanmelder på Dagbladet Information, Dagens Nyheder og Ekstrabladet og som teaterkorrespondent på dagblade i Danmark og Finland. I 1961 blev hun programsekretær i Danmarks Radios kulturafdeling, hvor hun arbejdede frem til 1979. Herefter uddannede hun sig som gestalt- og kropspsykoterapeut og har arbejdet som foredragsholder, forfatter m.v.
Markus har i sit forfatterskab og som foredragsholder behandlet emner om seksualitet og kønsroller.

## Udgivelser
Maria Marcus har bl.a. udgivet:
- Dame med stol, Tiderne Skifter, 2012
- Min egen rødstrømpe-ABC Politikens Forlag, 2010
- Bulen i mit bryst, Tiderne Skifter, 2005
- Dating for dig, en lille guide til netdating, teknisk manual og guide, Tiderne Skifter, 2004
- Med krop og sjæl. Kvinde i min tid, erindringer, Tiderne Skifter, 2002
- Det erotiske isbjerg. Om ulyst og nulyst i seksualiteten, Tiderne Skifter, 1999
- Vi mødes ikke tilfældigt, en guide til kontaktannoncernes verden, Tiderne Skifter, 1996
- Evige ungdom, om livets vendepunkt, Tiderne Skifter, 1994
- Lili-og-Jimi, en kærlighedsroman, Tiderne Skifter, 1991
- Barn af min tid. En erindringsbog, Tiderne Skifter, 1987
- Kys Prinsen, en erfaringsbog, Tiderne Skifter, 1984
- Jeg elsker det, pornografisk roman i samarbejde med Stig Sohlenberg, Tiderne Skifter, 1980
- Himmelsengen, noveller om sex for unge, Høst & Søn, 1979
- Alle tiders forår, ungdomsroman, Tiderne Skifter, 1977
- Den frygtelige sandhed - en brugsbog om kvinder og masokisme, Tiderne Skifter, 1974
- Kvindespejlet, Fremad, 1964
- Putten, Hasselbalch, 1957
- Paul Klee, Gyldendal, 1956

Maria Marcus har desuden bidraget til flere antologier samt skrevet en række kronikker og debatindlæg.